# André Dubonnet

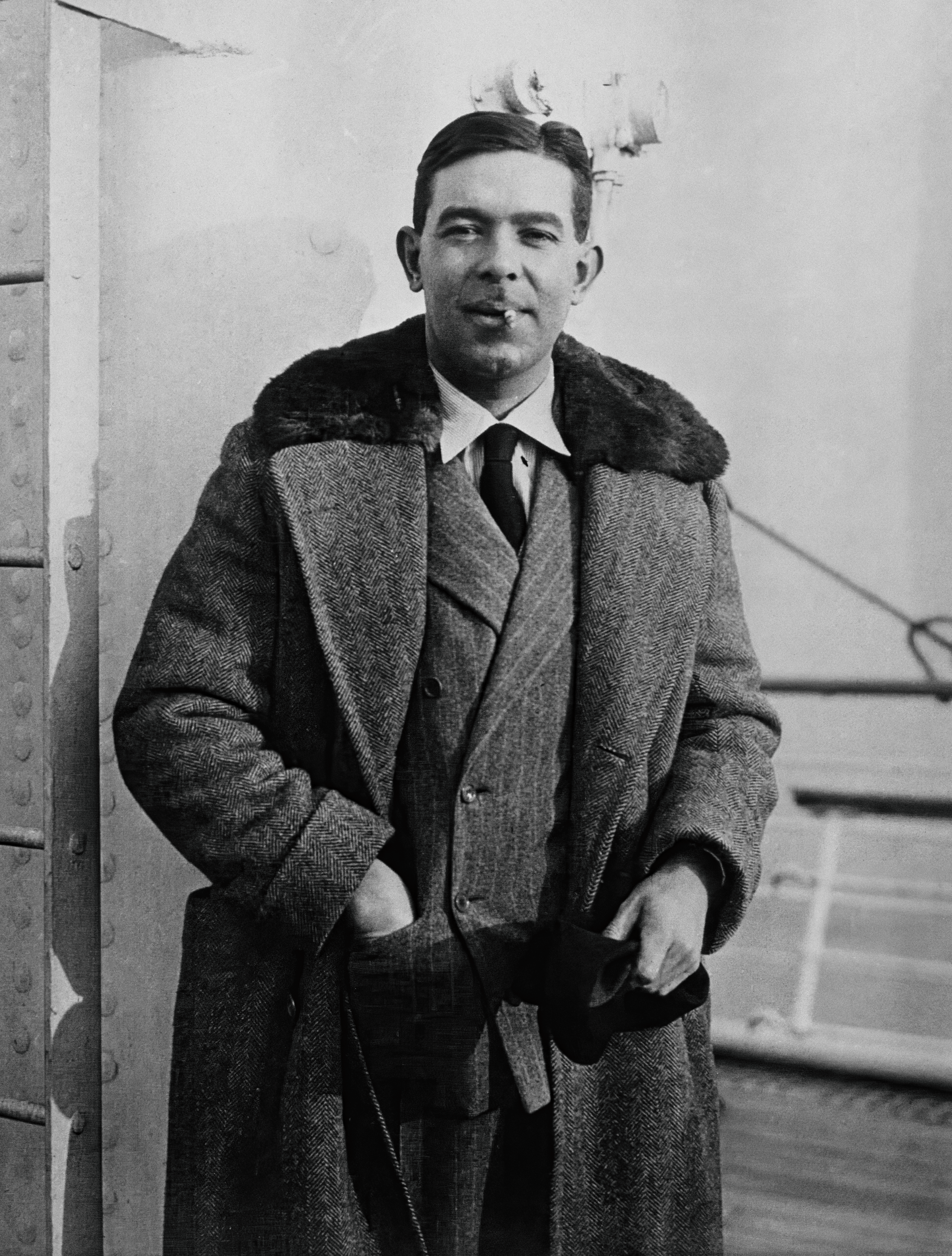
André Dubonnet, 1933

André Dubonnet (* 28. Juni 1897 in Paris; † 20. Januar 1980 in Maule) war ein französischer Militärpilot, Sportler, Rennfahrer, Unternehmer und Erfinder.

## Leben

### Herkunft und Jugend
André Dubonnets Eltern waren der Unternehmer Marie Aimé Joseph „Marius“ Dubonnet (1855–1910) und Flore Leblanc (1862–1945) André hatte drei Geschwister: Marthe Désirée (1882–1960), Émile (1883–1950) und Paul (1900–1961). André wurde am 28. Juni 1897 in Paris geboren. Sein Großvater war Joseph Dubonnet (1818–1871), der es mit seinem Dubonnet-Aperitif zu großem Reichtum gebracht hatte. André und sein älterer Bruder Émile verbrachten ihre Ferien jeweils in Houlgate, einem eleganten Badeort bei Cabourg in der Normandie. Émile war ein vielseitiger Sportler und Luftfahrtpionier, der später das Familienunternehmen leitete.
Die Brüder waren eng befreundet mit Roland Garros (1888–1918), der sie mit seiner Leidenschaft für die Luftfahrt ansteckte. Émile war der erst zweite Pilot, der Paris in einem Flugzeug überflog. Am 23. April 1910 flog er auf einer Höhe von 50 bis 100 Meter von Draveil zum Parc de Bagatelle.

### Erster Weltkrieg

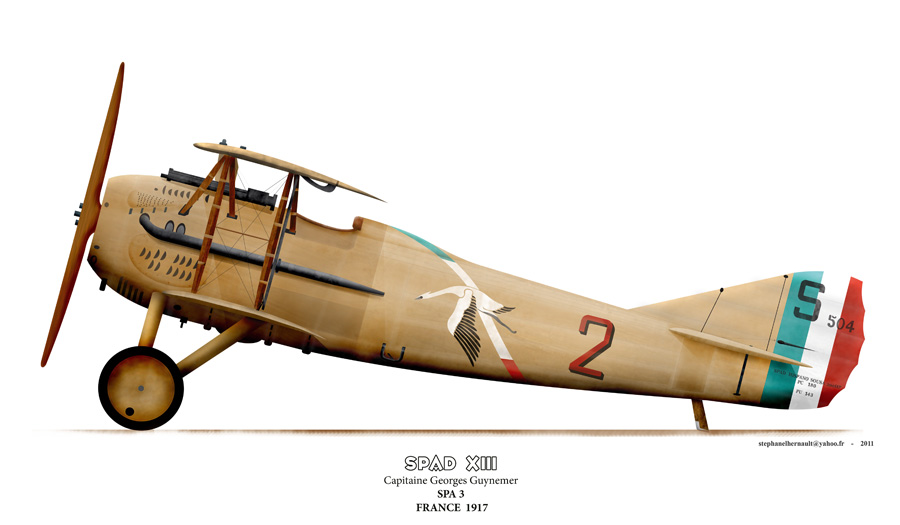
SPAD S.XIII der Escadrille N3/SPA 3 „Cicognes“ (1917)

Als Student meldete sich Dubonnet am 3. März 1915 als einfacher Soldat freiwillig zum Armeedienst. Er wurde dem 4. Schweren Artillerieregiment zugeteilt und diente danach im 103. und 117. Schweren Artillerieregiment, ehe er an das Ausbildungszentrum Crapouillot nach Bourges abkommandiert wurde. Danach wurde er dem 41. Artillerieregiment zugeteilt und kam im Mai 1916 zur 66. Sektion der 1. Ballon-Gruppe (Artilleriebeobachtung). Am 27. Januar 1917 wurde er zur Luftwaffe abkommandiert und für einen Navigations- und Theoriekurs an der Militärfliegerschule in Dijon ausgewählt. Danach absolvierte er eine Ausbildung zum Militärpiloten an der École d’Aviation Militaire in Ambérieu. Seine militärische Fluglizenz mit der Nummer 5800 erhielt er am 29. März 1917. Es folgten Schulungen an der Militärfliegerschule in Avord und an der Hochschule für Militärfliegerei in Pau. Danach wurde er als Pilot zur 561. Staffel in Venise abkommandiert. Im April 1917 folgte die Beförderung zum Brigadier. Er wurde am 17. September zur Escadrille N3/SPA 3 (nach ihrem Wappentier die „Storchenstaffel“ genannt) der Jagdgruppe 12 versetzt, wo er eine SPAD S.XIII flog. In dieser Einheit hatte auch der wenige Tage vorher abgeschossene Georges Guynemer (1894–1917) gedient. Dubonnet erhielt am 17. November 1917 seine Beförderung zum Maréchal des Logis. Im Mai 1918 erzielte er seinen ersten Abschuss. An zwei weiteren war er gemeinsam mit seinem US-amerikanischen Staffelkameraden Franks Baylies beteiligt.
Es folgten, gemeinsam mit Fernand Chavannes, der Abschuss eines Beobachtungsballons am 13. Juni und, mit Joseph de Sevin und Capitaine Battle während eines Luftkampfs am 16. August 1918. Die Zeit vom 9. bis 14. Oktober 1918 verbrachte er aus unbekannten Gründen im Hôpital complémentaire n° 11 in Val de Grâce. Auf der Liste der Verletzten der Staffel erscheint sein Name nicht.
Insgesamt wurden Dubonnet sechs Luftsiege zugeschrieben, davon zwei als Beteiligter. Sechs Mal wurde er erwähnt und sein Logbuch weist 150 Flugstunden aus. Er war Träger der Médaille militaire und des Croix de Guerre 14–18.

### Autorennfahrer

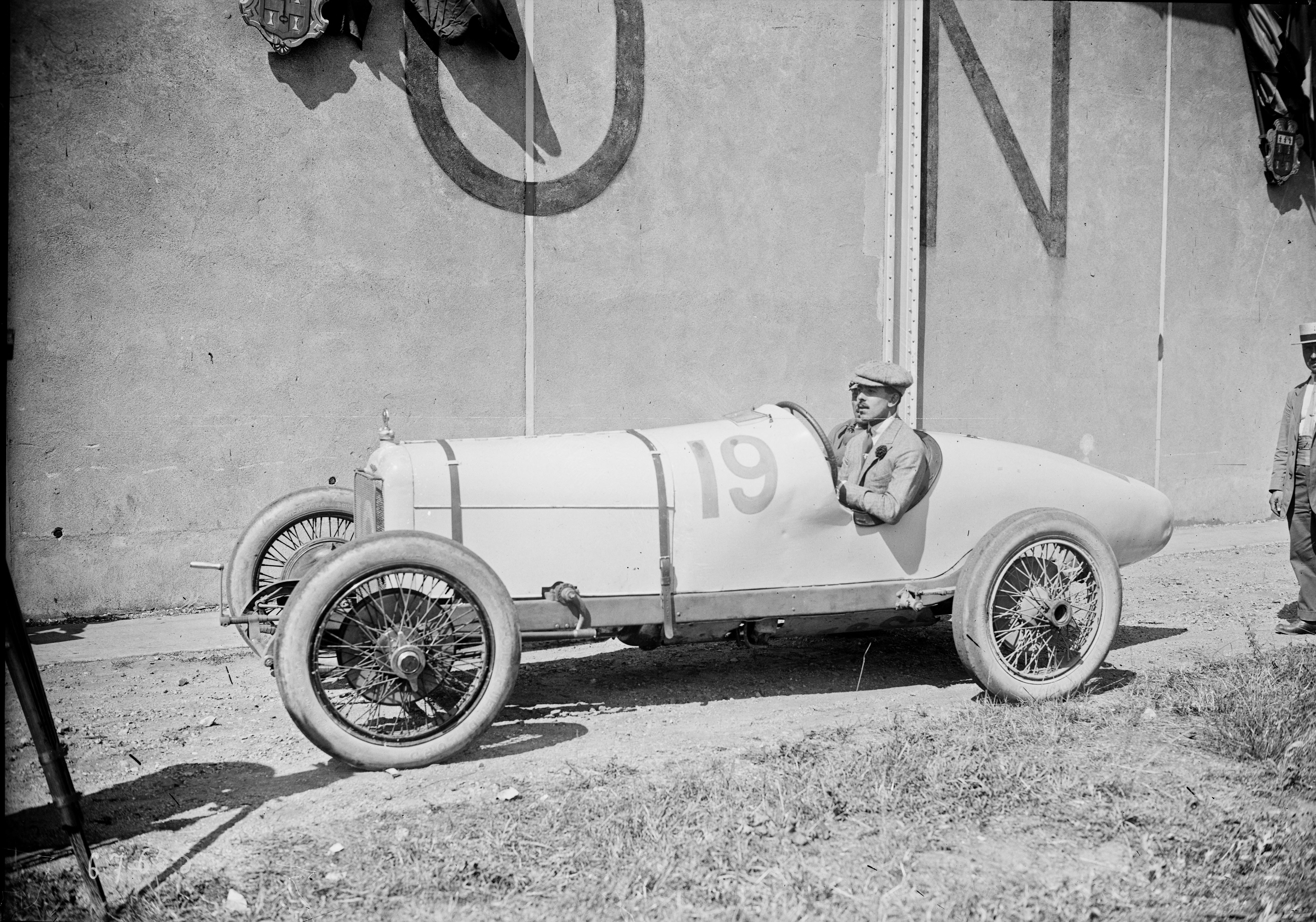
André Dubonnet im Duesenberg vor dem Großen Preis von Frankreich 1921.

#### Großer Preis von Frankreich 1921
Im Januar 1921 wurde von amerikanischen Automobilpionieren in Detroit der Old Timers Club gegründet. Ein Mitglied, der Journalist und spätere Herausgeber der Automotive News, Chris Sinsabaugh, brachte den Vorschlag, zur Förderung der Bekanntheit des Clubs einem US-amerikanischen Rennteam die Teilnahme am ersten Großen Preis von Frankreich nach dem Krieg zu ermöglichen. Die Kosten für einen solchen Einsatz waren allerdings sehr hoch und keiner der großen Automobilhersteller wollte das Risiko einer Blamage in Europa eingehen. Die Befürchtungen waren nicht unberechtigt, galt doch der Grand Prix de l’ACF als eines der wichtigsten Rennen überhaupt und die seltenen US-amerikanischen Renneinsätze in Europa hatten allesamt mit Fehlschlägen geendet. Organisiert wurde das Rennen seit 1906 vom Automobile Club de France (ACF). 1921 sollte es zum ersten Mal nach dem Ersten Weltkrieg ausgetragen werden. Von zusätzlicher Bedeutung war, dass die im Ersten Weltkrieg unterlegenen Nationen erstmals wieder an einem bedeutenden internationalen Wettbewerb teilnehmen durften. Als freundliche Geste an die Amerikaner entschied der ACF, das Rennen auf dem Circuit de la Sarthe auszutragen. Hier gab es viele Franzosen, die den Einsatz der Amerikaner im Krieg nicht vergessen hatten.
Ein anderes Clubmitglied, der franko-amerikanische Industrielle Albert Champion (AC- und Champion-Zündkerzen), erklärte sich bereit, einen großen Teil der Kosten zu tragen. Er kontaktierte Fred und August Duesenberg, die in der von ihnen mitbegründeten Duesenberg Automobile & Motors Company in Indianapolis arbeiteten und mit den bereits laufenden Aktivitäten des angeschlossenen Rennteams stark ausgelastet waren. Dennoch sagte Fred zu, entschied aber, dafür kein neues Auto zu entwickeln. Stattdessen wurde geplant, drei vorhandene Team-Wagen an die Erfordernisse anzupassen. Nachdem sich Dubonnet und sein Rennfahrerkollege Louis Inghilbert bereit erklärt hatten, die anfallenden Kosten zu übernehmen, wurde ein weiteres Fahrzeug für sie vorbereitet. Das Duesenberg-Team kam also mit vier Rennwagen nach Europa; Dubonnet und Inghilbert gehörten ihm aber nur formell an.
Champion konnte den in Frankreich lebenden britischen Journalisten W.F. Bradley als Mittelsmann gewinnen. Die Anmeldefrist am 1. Februar wurde verpasst, aber es gab eine Nachmeldemöglichkeit bis 1. März – zum doppelten Tarif. Das Rennen selber stand unter keinem guten Stern, und mehrere Teams zogen ihre Anmeldung zurück, wohl auch, weil ihre großvolumigen Motoren nicht mehr vom neuen Reglement gedeckt waren.
Als klarer Favorit galt die französische Marke Ballot, die mit Vierradbremsen antrat. Fred Duesenberg konstruierte die ersten hydraulischen Vierradbremsen für einen Rennwagen. Alle vier Rennwagen wurden damit nachgerüstet. Das Duesenberg-Team bestand aus zwei US-amerikanischen und zwei französischen Fahrern:
- Nr. 06: Albert Guyot
- Nr. 12: Jimmy Murphy
- Nr. 16: Joe Boyer
- Nr. 17: Louis Inghilbert / André Dubonnet

Dubonnets Rolle in diesem Rennen ist etwas mysteriös. Fest steht, dass er von der letzten Position startete, das Rennen als Vierter beendete und dass er in einem Duesenberg mit der Startnummer 19 posierte, die im Rennen nicht verwendet wurde. Am Vortag hatte Murphy auf Inghilberts Wunsch den Wagen Nr. 17 getestet mit Inghilbert als Beifahrer. Es kam zu einem Unfall, weil Murphy einem Hund auf der Fahrbahn ausweichen wollte. Während Murphy leichtere Verletzungen davontrug, musste Inghilbert ins Krankenhaus eingewiesen werden. Der Wagen fiel damit für das Rennen aus. Gelistet wird Dubonnet auf einem britischen Sunbeam mit der Startnummer 7. Zur Verwirrung trägt bei, dass er in der gleichen Statistik mit dem Sunbeam auch unter „nicht am Start erschienen“ gelistet ist. Wenn auch die Umstände nicht ganz klar sind, wurde Dubonnet Teil einer der größten amerikanischen Sportlegenden. Es wäre nicht ohne Ironie, wenn er tatsächlich nach all dem Aufwand einen Platz als Ersatzfahrer im mit Personalproblemen kämpfenden Sunbeam-Team hätte einnehmen müssen.
Sieger wurde, trotz seiner Verletzungen und einem im Rennen durch Steinschlag beschädigten Rennwagen, Jimmy Murphy. Sein Vorsprung auf den Zweitplatzierten, Ralph DePalma auf Ballot, betrug 15 Minuten. Dritter wurde Jules Goux auf einem weiteren Ballot. Erst 1960 gelang es einem US-Amerikaner, wieder einen europäischen GP zu gewinnen:

#### Hispano-Suiza

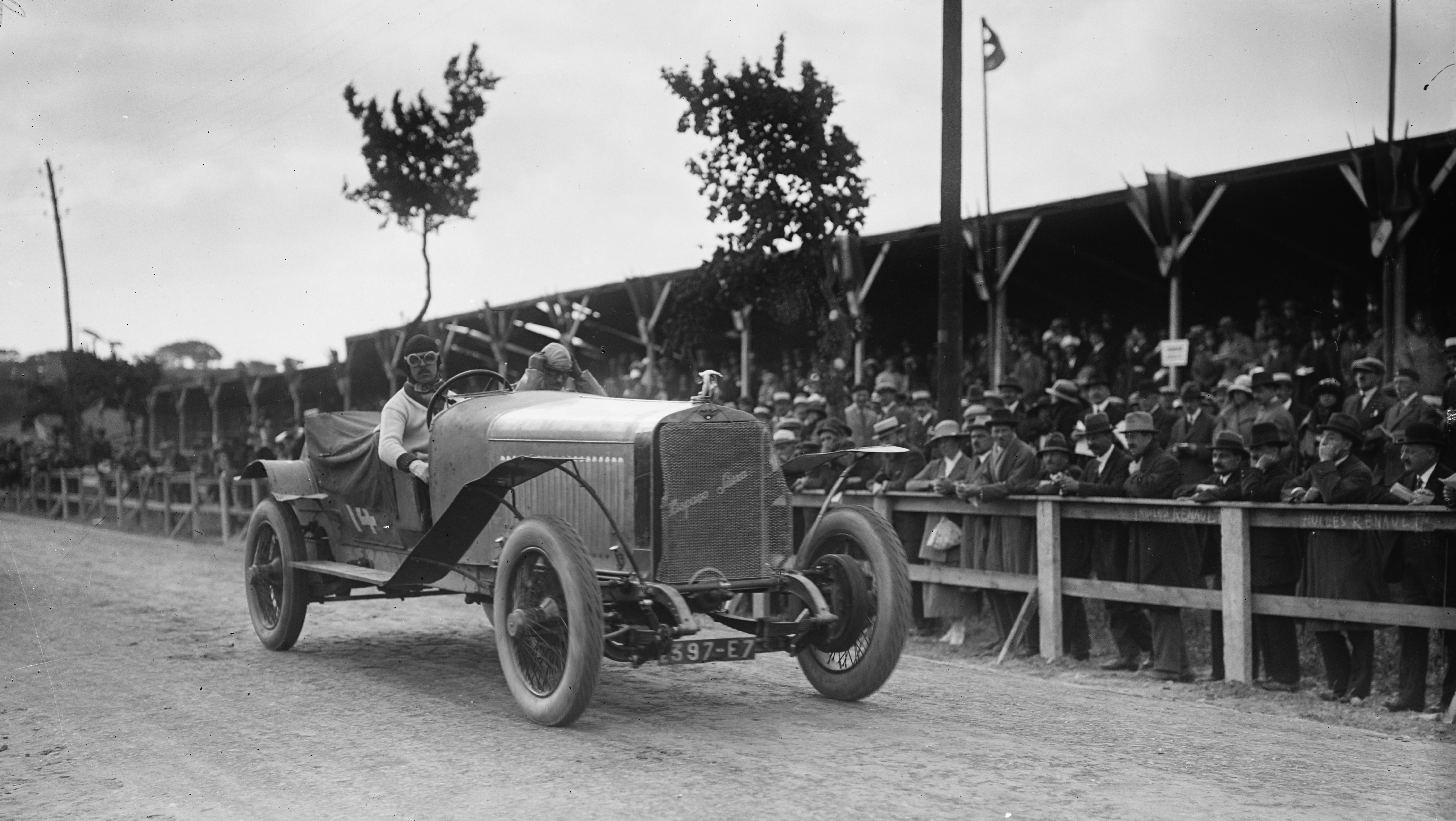
André Dubonnet gewann die erste Austragung des Coupe Georges Boillot 1921 auf Hispano-Suiza H 6 B

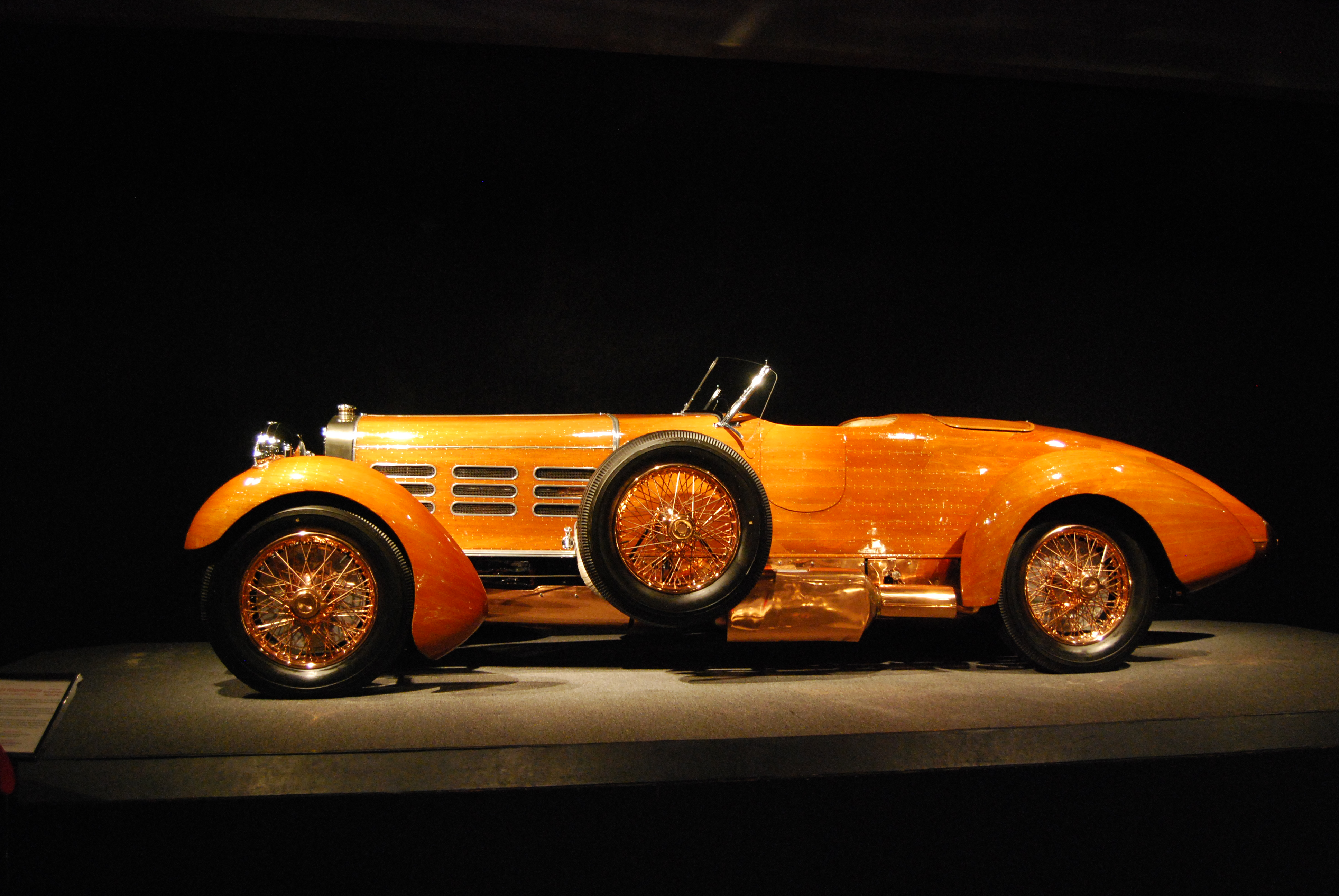
Hispano-Suiza H 6 B „Tulipwood“ (1924). Sonderanfertigung mit Tulpenholzkarosserie und Messingbeschlägen für André Dubonnet.

Als Privatfahrer nahm Dubonnet auf eigenen Fahrzeugen an internationalen Wettbewerben teil, zunächst auf Hispano-Suiza und später auf Bugatti. Er konnte 1921 die erste Coupe Georges Boillot mit beachtlichem Vorsprung gewinnen 1928 gab er den Rennsport auf.

### Winterolympiade 1928
Mittlerweile 30 Jahre alt, nahm er als Bobfahrer im französischen Nationalteam an den Olympischen Winterspielen 1928 in St. Moritz teil. Frankreich belegte den 15. Schlussrang in dieser Disziplin.

### Dubonnet-Federung und -Automobile

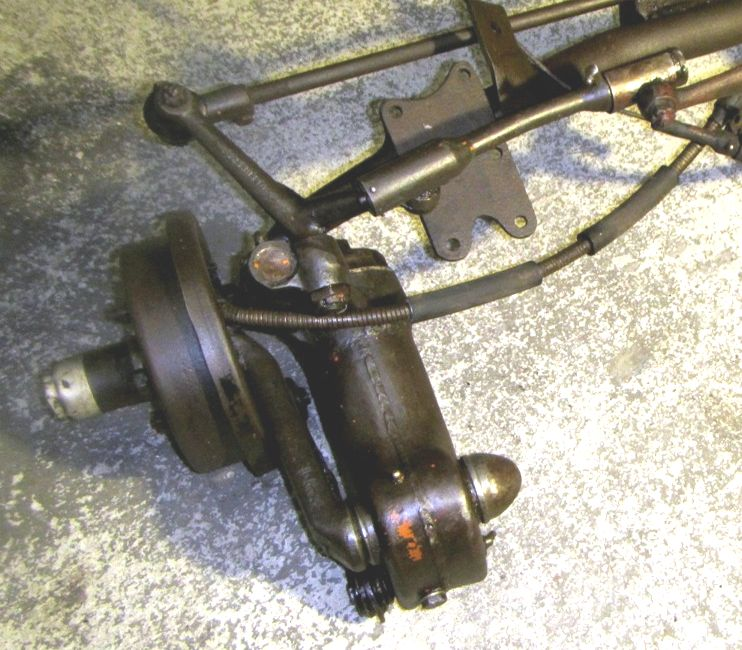
Dubonnet-Federung.

1927 verband sich Dubonnet mit dem Ingenieur Antoine-Marie Chedru, um ein Fahrwerk mit rundum unabhängiger Aufhängung zu entwickeln. Jedes Rad wurde von einer kurzen Schwinge geführt, die an einem mit Öl gefüllten Behälter gelagert war. In dem Behälter waren der Kolben des hydraulischen Stoßdämpfers und die Schraubenfeder untergebracht, die über einen Kniehebel an der Schwingenachse betätigt wurden.
Aus dieser Federung Système Dubonnet folgten mehrere Patente, unter anderem 1931 in den USA oder in Deutschland ab 1934 (Reichspatente Nr. 644 372 und 697 702).
General Motors erwarb die Rechte daran und verwendete das System in Fahrzeugtypen mehrerer Konzernmarken, darunter Chevrolet, Pontiac oder in Europa Opel und Vauxhall. Auch Alfa Romeo, Delahaye, Fiat und Simca brachten Modelle mit Dubonnet-Federung heraus.
Um mehr Aufmerksamkeit zu bekommen, stellte Dubonnet am Pariser Automobilsalon im Herbst 1932 einen so ausgestatteten und von Carrosserie Daste aufgebauten Hispano-Suiza H 6 B aus.
1933 begann Dubonnet, unter dem Markennamen Dubonnet auch Automobile zu bauen. Eine eigentliche Serienfertigung kam nicht zustande, doch verkaufte er einige dieser Fahrzeuge mit Hispano-Suiza-Technik und der von ihm konstruierten Aufhängung. Ende 1935 folgte ein aerodynamisch ausgefeilter Prototyp für eine viertürige Limousine namens Dolphin, an der wieder Chedru beteiligt war. Das Fahrzeug hatte einen Ford-V8-Motor im Heck. Es wurde zu Studienzwecken von der Ford Motor Company übernommen, die aber noch bis 1948 an ihrem antiquierten System mit Starrachsen und Querblattfedern festhielt.

### Xenia I und II

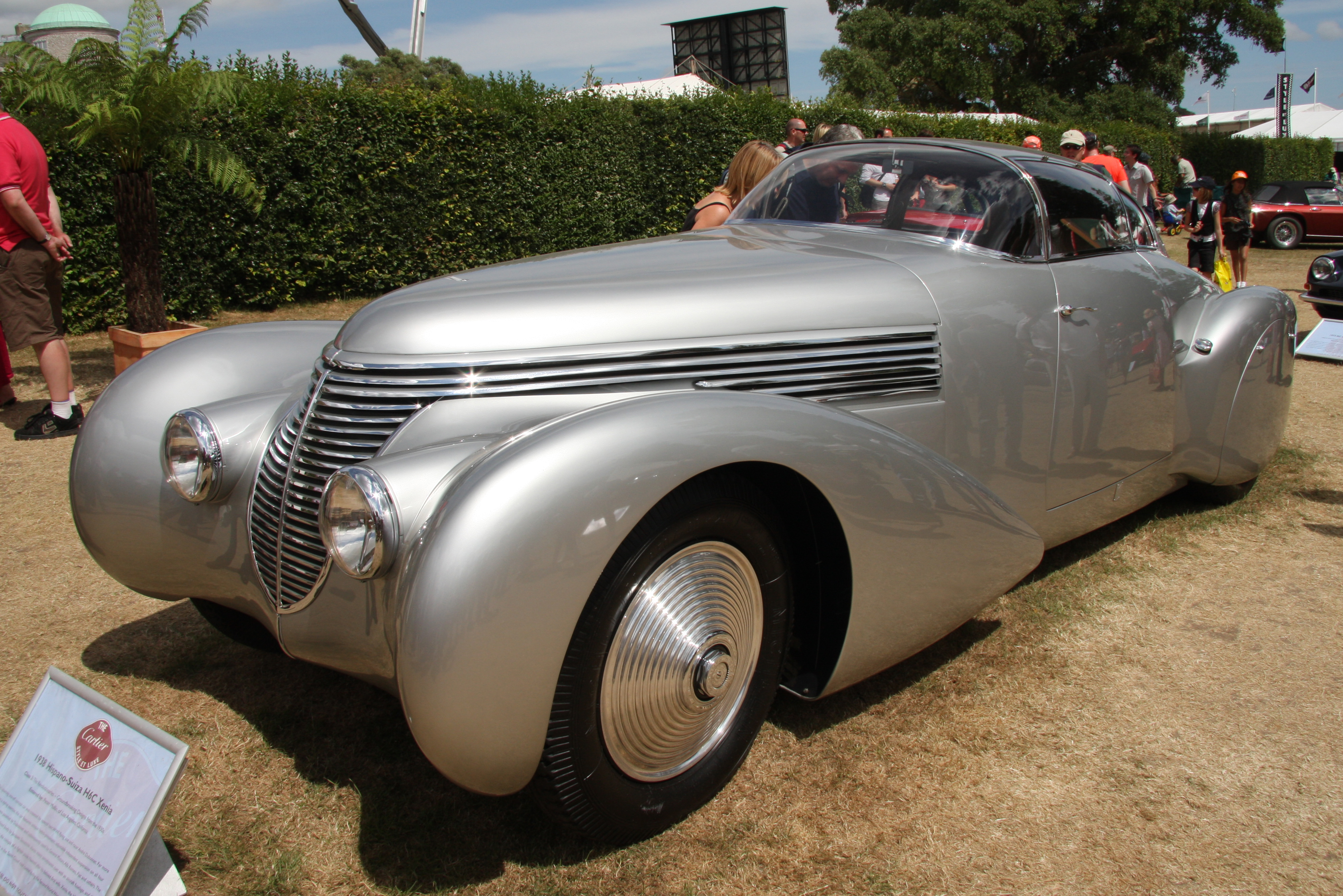
Versuchsfahrzeug Dubonnet Xenia II. Basis ist ein Hispano-Suiza H 6.

Ein erstes Versuchsfahrzeug mit der Dubonnet-Aufhängung namens Xenia war Gegenstand einer Präsentation bei General Motors. Das Fahrzeug ist wahrscheinlich dort verblieben. Xenia war der Name von Dubonnets zweiter, früh verstorbener Ehefrau.
Dubonnet Xenia (1938) war ein Aufsehen erregender Entwurf und gilt als Meilenstein der Automobilgeschichte. Der Aerodynamiker Jean Édouard Andreau entwarf die Karosserie mit der wahrscheinlich ersten Panorama-Frontscheibe. Wiederum war es ein auf Dubonnet-Federung umgerüstetes Hispano-Suiza-Fahrgestell, diesmal von einem H 6 C. Angefertigt wurde die Karosserie bei dem renommierten Carossier Saoutchik in Neuilly-sur-Seine bei Paris. 1945 erhielt das Fahrzeug die endgültige Form, in der es bis heute erhalten ist. 2018 war es Bestandteil des Mullin Automotive Museum von Peter W. Mullin.

### Zweiter Weltkrieg
Dubonnet war Leutnant der Reserve, als der Zweite Weltkrieg ausbrach. Er kehrte in den aktiven Militärdienst zurück und diente als Jagdpilot.

### Späte Jahre
Dubonnet lebte in Neuilly-sur Seine und in Antibes, wo er eine große Villa besaß. Er führte ein gastfreundliches Haus und hatte Kontakt zu vielen Persönlichkeiten. Beruflich hatte er ein Aufsichtsratsmandat bei Simca und leitete nach dem Tod seines Bruders Émile das Familienunternehmen, bis es in den 1960er Jahren an den Konkurrenten Cinzano verkauft wurde.
Mit der Entwicklung von Solarenergiesystemen ging Dubonnet fast in Konkurs.

## Ehrungen und Auszeichnungen
- Médaille militaire (1918)[9]
- Croix de Guerre 14–18
- Im Januar 1936 wurde er zum Ritter der Ehrenlegion ernannt.

## Familie
Im Dezember 1922 heiratete Dubonnet Claude Germaine de Sampieri, eine Enkelin des Bankiers Cahen d’Anvers. Aus dieser Verbindung stammen die Töchter Frances Madeleine Andrée (* 1924) und Lorraine Elisabeth Andrée (1929–2001). Im März 1932 heiratete er in zweiter Ehe Xenia Howard-Johnston, die kurz darauf starb. Eine dritte Ehe ging André Dubonnet im April 1937 mit Ruth Obre ein. Im März 1957 kam es zur Scheidung und er heiratete im Juli 1958 Élise Curtiss in Neuilly-sur-Seine.